# Пальяро
Пальяро, итал. pagliaro, на Сицилии известны как сиц. paiaru/pagghiaru/furnieddhu/furnu/truddu/chipuru, в зависимости от местности — каменное сооружение методом сухой кладки, распространённое в сельской местности в Сицилии. Известны как минимум с бронзового века и сооружались до начала 20 века, после чего были вытеснены более современными технологиями.

## Характеристика
Обычно это отдельно стоящие здания в сельской местности. Иногда располагаются группами по 2-3 здания, образуя комплексы. В наши дни представляют собой один из характерных элементов пейзажа Саленто, относятся к местному культурному наследию, их поддержание в надлежащем виде финансируется местными муниципалитетами.
Эти сооружения по своему исполнению сильно напоминают трулли в Апулии — они также имеют форму усечённого конуса с круглым или квадратным основанием. Выполнены из местного камня методом сухой кладки, то есть без использования какого-либо связующего материала. Обычно в здании — всего одно помещение, без окна на улицу. Стены обычно довольно толстые, что обеспечивает прохладу даже в самые жаркие месяцы.
Фурньедди — разновидность пальяро — использовались в качестве временного убежища или хранения (судя по названию, изначально в них хранили солому, но фактически они использовались для различных целей, не в последнюю очередь — как дома мужчин в летний период, когда они уезжали из городов в деревню на подённые работы в полях. Нередко внутри этих домов устанавливали деревенские печи, шкафы и цистерны.

## Датировка
Точное время их возникновения неизвестно (итальянская исследовательница К. Спечьяле возводит их появление к позднейшему бронзовому веку). С уверенностью можно говорить о том, что уже около 1000 г. н. э., с византийской эпохи, их сооружали из материалов, остававшихся от работ по расчистке (обеззоливанию) сельскохозяйственных земель. Из этого же материала сооружены многочисленные ограждения сельскохозяйственных земель, также выполненные методом сухой кладки. Козимо Де Джорджи указывал на сходство исполнения пальяро с апулийскими мегалитами, спеккья.

## Типология
Существуют различные типы пальяро, в зависимости от размера и способа сооружения. Более ранние формы пальяро, как правило, меньшего размера; их периметр выполнен из камня, а крыша — из стволов деревьев и ветвей; позднее использовались исключительно камнем. В некоторых зданиях в качестве арматуры для основной конструкции служит каменное кольцо. Почти все эти здания снабжены лестницей снаружи, чтобы облегчить доступ на крышу для мелкого ремонта.

## Варианты: ламии
Ламии представляют собой вариант пальяро, с квадратным или прямоугольным основанием и покрытием из каменных плит или терракотовых кирпичей.